# Torrelobatón
Torrelobatón es un municipio y localidad de la provincia de Valladolid en Castilla y León en España. Se sitúa dentro de la comarca de los Montes Torozos y a través de ella transcurre el río Hornija.

## Historia

### Edad del Hierro y época romana
La historia de Torrelobatón probablemente tenga su origen en la Edad del Hierro, con un asentamiento en una zona llamada El Pago de Grimata. Varios historiadores afirman que siglos después, en el término de Torrelobatón se emplazó una importante ciudad romana llamada Amallóbriga.
Durante la Edad Media estaba integrada en la Merindad del Infantazgo de Valladolid (en castellano antiguo citada como: Meryndat del Infantadgo de Ualladolid) una división administrativa de la Corona de Castilla, cuya descripción figura en el libro Becerro de las Behetrías de Castilla, redactado por las Cortes de Valladolid de 1351, cuando el estamento de los hidalgos solicitó al rey Pedro I la desaparición de las behetrías mediante su conversión en tierras solariegas.

### Guerra de las Comunidades de Castilla
Tras la derrota sufrida por los comuneros en la batalla de Tordesillas, Padilla deseaba obtener un rápido triunfo para elevar la moral tanto de la tropa como del movimiento comunero. Fue entonces cuando se decidió a tomar la ciudad de Torrelobatón y su castillo. El 21 de febrero de 1521 comienza el asedio y cuatro días después los comuneros consiguen entrar en la ciudad entregándose al pillaje del que sólo se librarían las iglesias. El castillo siguió resistiendo, pero ante la amenaza de ahorcar a todos las habitantes si no se rendía, se vieron obligados a claudicar, no antes de acordarse la conservación de la mitad de los bienes que se encontraran en el castillo
Torrelobatón fue el último lugar por el que pasaron los comuneros antes de partir con el objetivo de llegar a Toro, la madrugada del 23 de abril de 1521, pero el ejército imperial los alcanzó a la altura de Villalar, desarrollándose la batalla de Villalar, con la victoria de Carlos V.
En la actualidad, en el Castillo de Torrelobatón se encuentra el Museo de Interpretación del Movimiento Comunero, que cuenta con una gran variedad de contenidos multimedia que permiten al visitante conocer a fondo lo ocurrido durante la Guerra de las Comunidades.

## Demografía
Cuenta con una población de 386 habitantes (INE 2024).
| Gráfica de evolución demográfica de Torrelobatón entre 1842 y 2021                                                    |
| |
| Población de derecho según los censos de población del INE. Población de hecho según los censos de población del INE. |

## Monumentos y lugares de interés

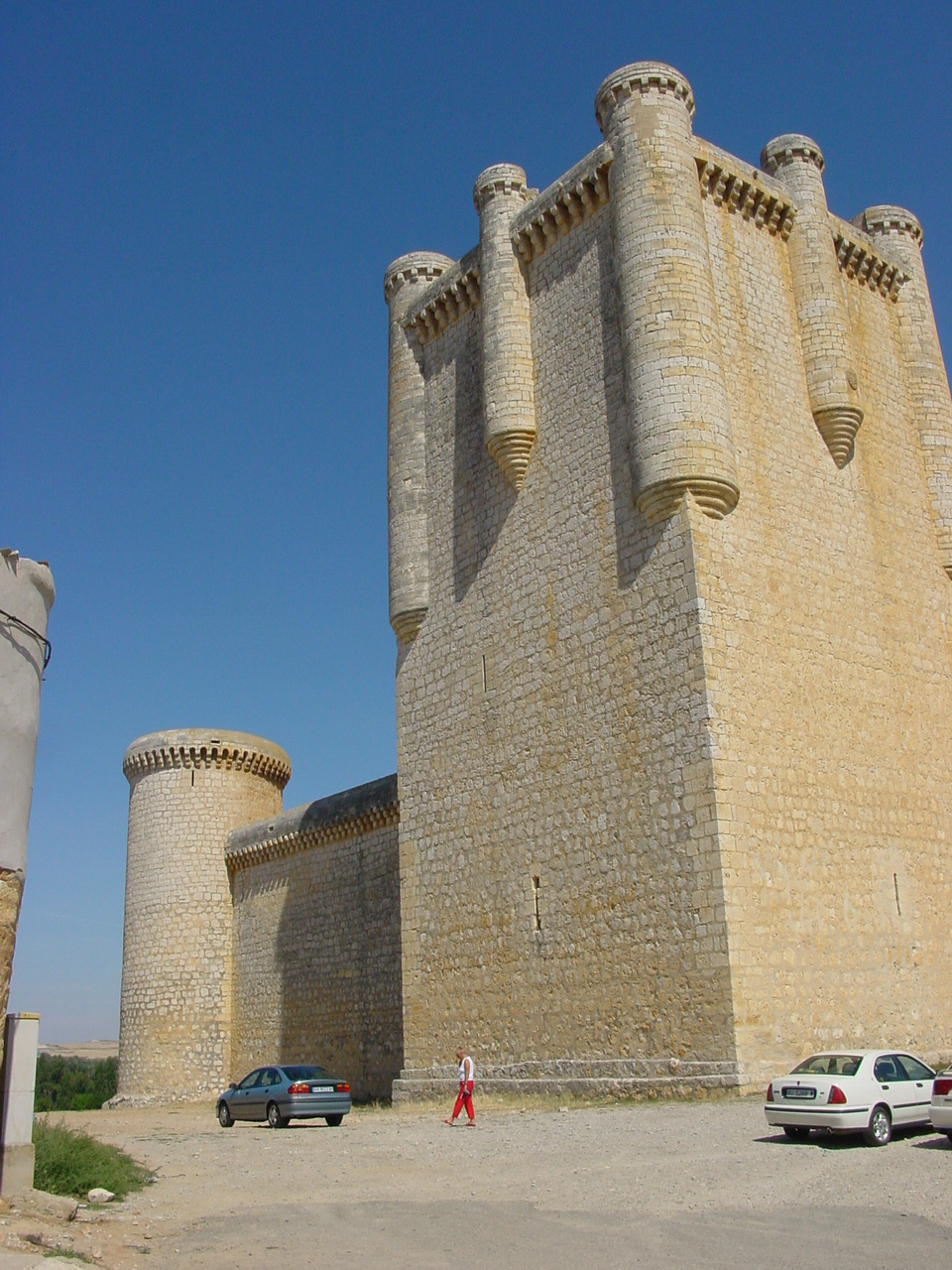
Castillo.

- Castillo de Torrelobatón: con el Centro de Interpretación del Movimiento Comunero. Aparece en la película El Cid (1961), dirigida por el estadounidense Anthony Mann y con la actuación en los papeles principales de Charlton Heston y Sophia Loren. En la película intervinieron 350 vecinos de la localidad como extras.
- Muralla de Torrelobatón
- Iglesia Santa María
- Iglesia de San Pedro
- Ermita del Cristo de las Angustias
- El caño viejo
- El caño nuevo

Además el pueblo cuenta con tres casas rurales.

## Cultura

### Patrimonio inmaterial

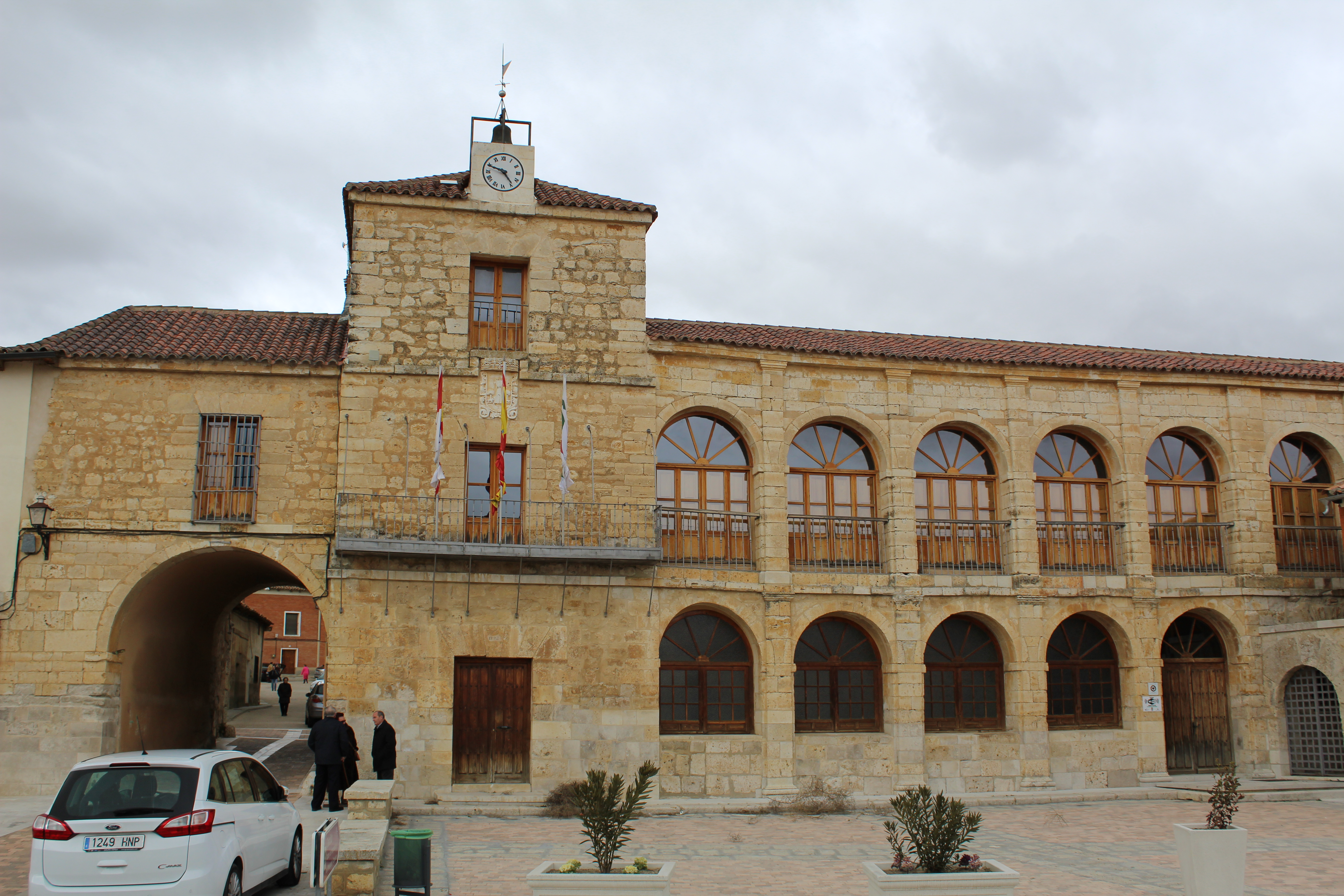
Casa consistorial

- Casa consistorialEn Carnavales, los quintos del pueblo corren las cintas a caballo y hay concursos de disfraces.
- Romería al Cristo de las Angustias en la Pascua donde los quintos acompañados de la gente del pueblo recogen las rosquillas, son coronadas las reinas de las fiestas, se hace una misa en su honor y el martes de Pascua se hace la tradicional paella.
- El 23 de abril hay un mercado medieval, con talleres para los niños y actuaciones de jotas y paloteo.
- El 1 de mayo los quintos ponen el mayo al lado del castillo.
- En el primer o segundo fin de semana de agosto se realiza el certamen de paloteo donde los grupos locales y otros de alrededor bailan para todo el pueblo.
- Durante el tercer fin de semana de agosto se celebran las fiestas locales. Se realizan varios encierros a pie y a caballo, todo ello en un ambiente de fiesta muy concurrido tanto por jóvenes como mayores.
- El 31 de diciembre se dan las campanadas en la Plaza Mayor y los quintos pintan el pueblo con frases motivadoras.